# Gezicht op strand en pier vanaf de duinen, Domburg
Gezicht op strand en pier vanaf de duinen, Domburg, ook Duinen en zee genoemd, is een schilderij van de Nederlandse schilder Piet Mondriaan in het Museum of Modern Art in New York.

## Voorstelling
Het stelt een zeegezicht voor in de omgeving van Domburg met links duinen, rechts de zee en boven de lucht. Mondriaan bracht in 1908, 1909 en 1910 zijn vakantie door in Domburg. Hier maakte hij een belangrijke ontwikkeling door in zijn manier van werken. Mondriaan was in 1908 al overgegaan op het luminisme. In Zeeland deed hij door de bestudering van de zeer sterke lichtval langs de kust, steeds meer afstand van het realisme. Later, toen hij in New York woonde, schreef Mondriaan dat hij het liefst schilderde ‘bij grijs, donker weer of in zeer sterk zonlicht, wanneer de dichtheid van de atmosfeer de details aan het gezicht onttrekt en de grote contouren van de dingen accentueert’.

## Herkomst
Het werk bevond zich tegen het jaar 1913 in de verzameling van de Nederlandse chirurg, schaker en kunstverzamelaar Johannes Esser. Wat er na zijn dood in 1946 met het werk gebeurde is onduidelijk. Volgens het Museum of Modern Art werd het omstreeks 1948 geveild aan een privéverzamelaar en bleef het in die verzameling tot zeker 1966. Volgens het Rijksbureau voor Kunsthistorische Documentatie bleef het in het bezit van de erven Esser in Monte Carlo mogelijk tot 1984. Van 1984-1985 was het in het bezit van de verzamelaar Eugene Victor Thaw in New York. In december 1985 werd het gekocht door het Museum of Modern Art van kunsthandel Jason McCoy Gallery in New York.